# باياكومبو
باياكومبو (بالإنجليزية: Payakumbuh)‏ هي مدينة تقع في إندونيسيا في سومطرة الغربية. يقدر عدد سكانها بـ 122,896 نسمة ومساحتها 80.43 كم2 .